# سوفییا پکیچ
سوفییا پکیچ (انگلیسی: Sofija Pekić؛ زادهٔ ۱۵ فوریهٔ ۱۹۵۳) بازیکن بسکتبال اهل یوگسلاوی است.
وی در مسابقات کشوری و بین‌المللی در مجموع برندهٔ ۱ مدال نقره، ۲ مدال برنز شده‌است.